# Circoscrizione Brescia-Bergamo
La circoscrizione Brescia-Bergamo (o circoscrizione VI) era una circoscrizione elettorale italiana per l'elezione dell'Assemblea Costituente, nel 1946, e della Camera dei deputati, dal 1948 al 1993.
Comprendeva le province di Brescia e di Bergamo.
Era prevista dalla Tabella A di cui al decreto legislativo luogotenenziale 10 marzo 1946, n. 74, poi ripresa dalla legge 20 gennaio 1948, n. 6 e dal decreto del presidente della Repubblica 30 marzo 1957, n. 361.
Nel 1993 la circoscrizione fu soppressa contestualmente all'istituzione della Lombardia 2, comprendente anche le province di Como, Sondrio e Varese (già ricomprese nella circoscrizione Como-Sondrio-Varese), nonché la provincia di Lecco (costituitasi nel 1992 dallo scorporo delle province di Como e di Bergamo).
Di seguito i risultati di lista e i deputati eletti, ordinati secondo il numero di preferenze ottenute.

## Elezioni politiche 1946
| Liste                                           | Voti    | %     | Seggi |
| ----------------------------------------------- | ------- | ----- | ----- |
| Democrazia Cristiana                            | 366.016 | 49,11 | 9     |
| Partito Socialista Italiano di Unità Proletaria | 175.994 | 23,61 | 4     |
| Partito Comunista Italiano                      | 104.531 | 14,03 | 2     |
| Unione Democratica Nazionale                    | 26.600  | 3,57  | -     |
| Fronte dell'Uomo Qualunque                      | 23.960  | 3,21  | -     |
| Partito d'Azione                                | 21.560  | 2,89  | -     |
| Blocco Nazionale della Libertà                  | 14.871  | 2,00  | -     |
| Partito Repubblicano Italiano                   | 11.746  | 1,58  | -     |
| Totale                                          | 745.278 |       | 15    |

| Democrazia Cristiana | Partito Socialista Italiano di Unità Proletaria                                  | Partito Comunista Italiano        |
| --- | -------------------------------------------------------------------------------- | --------------------------------- |
| - Antonio Cavalli - Pietro Bulloni - Lodovico Montini - Carlo Cremaschi - Giuseppe Belotti - Rodolfo Vicentini - Enrico Roselli - Stefano Bazoli - → Piero Mentasti - Laura Bianchini | - Guglielmo Ghislandi - Costantino Bianchi - Felice Vischioni - Oreste Bonomelli | - Mario Montagnana - Aldo Caprani |

1. ↑  Opta per la circoscrizione Venezia-Treviso
2. ↑  Deceduto l'11 agosto 1947; sostituito da Gaetano Chiarini l'11 settembre

## Elezioni politiche 1948
| Liste                                              | Voti    | %     | Seggi |
| -------------------------------------------------- | ------- | ----- | ----- |
| Democrazia Cristiana                               | 558.537 | 66,79 | 14    |
| Fronte Democratico Popolare                        | 183.416 | 21,93 | 4     |
| Unità Socialista                                   | 55.857  | 6,68  | 1     |
| Blocco Nazionale                                   | 11.423  | 1,37  | -     |
| Movimento Sociale Italiano                         | 10.451  | 1,25  | -     |
| Partito Nazionale Monarchico - Alleanza del Lavoro | 7.761   | 0,93  | -     |
| Partito Repubblicano Italiano                      | 5.371   | 0,64  | -     |
| Partito Demolaburista Italiano                     | 1.788   | 0,21  | -     |
| Partito dei Contadini d'Italia                     | 1.142   | 0,14  | -     |
| Movimento Nazionalista per la Democrazia Sociale   | 554     | 0,07  | -     |
| Totale                                             | 836.300 |       | 19    |

| Democrazia Cristiana | Fronte Democratico Popolare                                            | Unità Socialista |
| --- | ---------------------------------------------------------------------- | ---------------- |
| - Pietro Bulloni - Giovanni Battista Scaglia - Lodovico Montini - Enrico Roselli - Antonio Cavalli - Carlo Cremaschi - Stefano Bazoli - Aurelio Colleoni - Laura Bianchini - Rodolfo Vicentini - Giulio Marazzina - Luigi Camillo Fumagalli - Tarcisio Pacati - Egidio Chiarini | - Achille Stuani - Italo Nicoletto - Irene Chini Coccoli - Teresa Noce | - Egidio Ariosto |

## Elezioni politiche 1953
| Liste                                   | Voti    | %     | Seggi |
| --------------------------------------- | ------- | ----- | ----- |
| Democrazia Cristiana                    | 511.580 | 59,08 | 13    |
| Partito Socialista Italiano             | 128.357 | 14,82 | 3     |
| Partito Comunista Italiano              | 102.834 | 11,88 | 2     |
| Partito Socialista Democratico Italiano | 40.199  | 4,64  | 1     |
| Movimento Sociale Italiano              | 32.391  | 3,74  | -     |
| Partito Nazionale Monarchico            | 24.253  | 2,80  | -     |
| Partito Liberale Italiano               | 13.174  | 1,52  | -     |
| Unità Popolare                          | 4.880   | 0,56  | -     |
| Partito Repubblicano Italiano           | 4.060   | 0,47  | -     |
| Alleanza Democratica Nazionale          | 2.749   | 0,32  | -     |
| Movimento Sociale Cristiano             | 1.479   | 0,17  | -     |
| Totale                                  | 865.956 |       | 19    |

| Democrazia Cristiana | Partito Socialista Italiano                             | Partito Comunista Italiano      | Partito Socialista Democratico Italiano |
| --- | ------------------------------------------------------- | ------------------------------- | --------------------------------------- |
| - Egidio Chiarini - Aurelio Colleoni - Giovanni Battista Scaglia - Giuseppe Belotti - Lodovico Montini - Rodolfo Vicentini - Enrico Roselli - Nullo Biaggi - Mario Pedini - Tarcisio Pacati - Salvatore Angelo Gitti - Luigi Camillo Fumagalli | - Guglielmo Ghislandi - Luigi Masini - Oreste Bonomelli | - Teresa Noce - Italo Nicoletto | - Egidio Ariosto                        |

## Elezioni politiche 1958
| Liste                                            | Voti    | %     | Seggi |
| ------------------------------------------------ | ------- | ----- | ----- |
| Democrazia Cristiana                             | 546.208 | 58,60 | 12    |
| Partito Socialista Italiano                      | 143.267 | 15,37 | 3     |
| Partito Comunista Italiano                       | 105.463 | 11,31 | 2     |
| Partito Socialista Democratico Italiano          | 45.497  | 4,88  | 1     |
| Partito Liberale Italiano                        | 30.293  | 3,25  | 1     |
| Movimento Sociale Italiano                       | 30.032  | 3,22  | -     |
| Partito Nazionale Monarchico                     | 16.255  | 1,74  | -     |
| Partito Monarchico Popolare                      | 5.724   | 0,61  | -     |
| Movimento Autonomia Regionale Piemontese         | 4.708   | 0,51  | -     |
| Partito Repubblicano Italiano - Partito Radicale | 4.707   | 0,50  | -     |
| Totale                                           | 932.154 |       | 19    |

| Democrazia Cristiana | Partito Socialista Italiano                            | Partito Comunista Italiano             | Partito Socialista Democratico Italiano | Partito Liberale Italiano |
| --- | ------------------------------------------------------ | -------------------------------------- | --------------------------------------- | ------------------------- |
| - Lodovico Montini - Enrico Roselli - Salvatore Angelo Gitti - Mario Pedini - Giulio Bruno Togni - Giovanni Battista Scaglia - Faustino Zugno - Giuseppe Belotti - Leandro Rampa - Rodolfo Vicentini - Aurelio Colleoni - Nullo Biaggi | - Guglielmo Ghislandi - Luigi Passoni - Gianni Savoldi | - Gian Carlo Pajetta - Italo Nicoletto | - Egidio Ariosto                        | - Francantonio Biaggi     |

## Elezioni politiche 1963
| Liste                                            | Voti    | %     | Seggi |
| ------------------------------------------------ | ------- | ----- | ----- |
| Democrazia Cristiana                             | 543.767 | 55,37 | 12    |
| Partito Socialista Italiano                      | 149.184 | 15,19 | 3     |
| Partito Comunista Italiano                       | 119.925 | 12,21 | 2     |
| Partito Socialista Democratico Italiano          | 58.540  | 5,96  | 1     |
| Partito Liberale Italiano                        | 57.020  | 5,81  | 1     |
| Movimento Sociale Italiano                       | 32.030  | 3,26  | -     |
| Partito Democratico Italiano di Unità Monarchica | 11.583  | 1,18  | -     |
| Concentrazione di Unità Rurale                   | 6.377   | 0,65  | -     |
| Partito Repubblicano Italiano                    | 2.766   | 0,28  | -     |
| Movimento Politico Cattolico Italiano            | 803     | 0,08  | -     |
| Totale                                           | 981.995 |       | 19    |

| Democrazia Cristiana | Partito Socialista Italiano                              | Partito Comunista Italiano       | Partito Socialista Democratico Italiano | Partito Liberale Italiano |
| --- | -------------------------------------------------------- | -------------------------------- | --------------------------------------- | ------------------------- |
| - Giovanni Battista Scaglia - Giuseppe Belotti - Mario Pedini - Leandro Rampa - Aurelio Colleoni - Faustino Zugno - Nullo Biaggi - Franco Salvi - Rodolfo Vicentini - Salvatore Angelo Gitti - Annibale Fada - Fabiano De Zan | - Guglielmo Ghislandi - Luigi Passoni - Vittorio Naldini | - Luciano Lama - Italo Nicoletto | - Egidio Ariosto                        | - Francantonio Biaggi     |

## Elezioni politiche 1968
| Liste                                            | Voti      | %     | Seggi |
| ------------------------------------------------ | --------- | ----- | ----- |
| Democrazia Cristiana                             | 575.088   | 55,38 | 12    |
| Partito Comunista Italiano                       | 149.600   | 14,41 | 3     |
| Partito Socialista Unificato                     | 138.934   | 13,38 | 3     |
| Partito Socialista Italiano di Unità Proletaria  | 64.302    | 6,19  | 1     |
| Partito Liberale Italiano                        | 61.931    | 5,96  | 1     |
| Movimento Sociale Italiano                       | 33.342    | 3,21  | -     |
| Partito Democratico Italiano di Unità Monarchica | 8.426     | 0,81  | -     |
| Partito Repubblicano Italiano                    | 5.798     | 0,56  | -     |
| Partito Popolare Sud Tirolese                    | 1.037     | 0,10  | -     |
| Totale                                           | 1.038.458 |       | 20    |

| Democrazia Cristiana | Partito Comunista Italiano                         | Partito Socialista Unificato                    | Partito Socialista italiano di Unità Proletaria | Partito Liberale Italiano |
| --- | -------------------------------------------------- | ----------------------------------------------- | ----------------------------------------------- | ------------------------- |
| - Giovanni Battista Scaglia - Mario Pedini - Leandro Rampa - Nullo Biaggi - Franco Salvi - Filippo Maria Pandolfi - Salvatore Angelo Gitti - Cesare Allegri - Michele Capra - Pietro Padula - Angelo Castelli - Rodolfo Vicentini | - Davide Lajolo - Adelio Terraroli - Eliseo Milani | - Gianni Savoldi - Egidio Ariosto - Bruno Corti | - Luigi Passoni                                 | - Fausto Samuele Quilleri |

## Elezioni politiche 1972
| Liste                                           | Voti      | %     | Seggi |
| ----------------------------------------------- | --------- | ----- | ----- |
| Democrazia Cristiana                            | 613.071   | 55,45 | 12    |
| Partito Comunista Italiano                      | 169.043   | 15,29 | 3     |
| Partito Socialista Italiano                     | 106.568   | 9,64  | 2     |
| Partito Socialista Democratico Italiano         | 58.821    | 5,32  | 1     |
| Movimento Sociale Italiano - Destra Nazionale   | 51.215    | 4,63  | 1     |
| Partito Liberale Italiano                       | 41.432    | 3,75  | 1     |
| Partito Socialista Italiano di Unità Proletaria | 29.452    | 2,66  | -     |
| Partito Repubblicano Italiano                   | 18.527    | 1,68  | -     |
| Movimento Politico dei Lavoratori               | 7.143     | 0,65  | -     |
| Il manifesto                                    | 6.999     | 0,63  | -     |
| Partito Comunista (Marxista-Leninista) Italiano | 3.361     | 0,30  | -     |
| Totale                                          | 1.105.632 |       | 20    |

| Democrazia Cristiana | Partito Comunista Italiano                              | Partito Socialista Italiano         |
| --- | ------------------------------------------------------- | ----------------------------------- |
| - Mario Pedini - Leandro Rampa - Aventino Frau - Filippo Maria Pandolfi - Cesare Allegri - Pietro Padula - Franco Salvi - Gilberto Bonalumi - Rodolfo Vicentini - Angelo Castelli - Michele Capra - Giovanni Prandini | - Armando Cossutta - Dolores Abbiati - Adelio Terraroli | - Gianni Savoldi - Vincenzo Balzamo |
| Partito Socialista Democratico Italiano | Movimento Sociale Italiano - Destra Nazionale           | Partito Liberale Italiano           |
| - Bruno Corti | - Mirko Tremaglia                                       | - Fausto Samuele Quilleri           |

## Elezioni politiche 1976
| Liste                                         | Voti      | %     | Seggi |
| --------------------------------------------- | --------- | ----- | ----- |
| Democrazia Cristiana                          | 654.729   | 53,24 | 12    |
| Partito Comunista Italiano                    | 283.537   | 23,06 | 5     |
| Partito Socialista Italiano                   | 125.910   | 10,24 | 2     |
| Movimento Sociale Italiano - Destra Nazionale | 40.992    | 3,33  | 1     |
| Partito Socialista Democratico Italiano       | 40.977    | 3,33  | -     |
| Democrazia Proletaria                         | 29.383    | 2,39  | 1     |
| Partito Repubblicano Italiano                 | 25.901    | 2,11  | -     |
| Partito Liberale Italiano                     | 16.900    | 1,37  | -     |
| Partito Radicale                              | 11.334    | 0,92  | -     |
| Totale                                        | 1.229.663 |       | 21    |

| Democrazia Cristiana | Partito Comunista Italiano                                                                    | Partito Socialista Italiano         | Movimento Sociale Italiano - Destra Nazionale | Democrazia Proletaria |
| --- | --------------------------------------------------------------------------------------------- | ----------------------------------- | --------------------------------------------- | --------------------- |
| - Filippo Maria Pandolfi - Francesco Salvi - Giovanni Prandini - Francesco Lussignoli - Severino Citaristi - Pietro Padula - Ernesta Belussi - Gilberto Bonalumi - Giacomo Rosini - Cesare Allegri - Mauro Savino - Vittoria Quarenghi | - Armando Cossutta - Giuseppe Chiarante - Dolores Abbiati - Adelio Terraroli - Giovanni Torri | - Vincenzo Balzamo - Gianni Savoldi | - Mirko Tremaglia                             | - Eliseo Milani       |

## Elezioni politiche 1979
| Liste                                         | Voti      | %     | Seggi |
| --------------------------------------------- | --------- | ----- | ----- |
| Democrazia Cristiana                          | 638.228   | 51,06 | 12    |
| Partito Comunista Italiano                    | 269.842   | 21,59 | 5     |
| Partito Socialista Italiano                   | 124.340   | 9,95  | 2     |
| Partito Socialista Democratico Italiano       | 44.768    | 3,58  | 1     |
| Movimento Sociale Italiano - Destra Nazionale | 39.333    | 3,15  | 1     |
| Partito Radicale                              | 34.542    | 2,76  | 1     |
| Partito di Unità Proletaria                   | 26.221    | 2,10  | 1     |
| Partito Liberale Italiano                     | 25.724    | 2,06  | -     |
| Partito Repubblicano Italiano                 | 24.668    | 1,97  | -     |
| Nuova Sinistra Unita                          | 11.261    | 0,90  | -     |
| Democrazia Nazionale                          | 6.327     | 0,51  | -     |
| Partito Cristiano di Azione Sociale           | 3.115     | 0,25  | -     |
| Partito Operaio Europeo                       | 1.661     | 0,13  | -     |
| Totale                                        | 1.250.030 |       | 23    |

| Democrazia Cristiana | Partito Comunista Italiano                                                                           | Partito Socialista Italiano         | Partito Socialista Democratico Italiano |
| --- | --- | ----------------------------------- | --------------------------------------- |
| - Filippo Maria Pandolfi - Severino Citaristi - Giovanni Prandini - Vittoria Quarenghi - Franco Salvi - Tarcisio Gitti - Giovanni Gaiti - Francesco Lussignoli - Gilberto Bonalumi - Pietro Padula - Elio Fontana - Ernesta Belussi | - Armando Cossutta - Giuseppe Chiarante - Giovanni Torri - Francesco Loda - Piera Bonetti Mattinzoli | - Vincenzo Balzamo - Guido Alberini | - Bruno Corti                           |
| Movimento Sociale Italiano - Destra Nazionale | Partito Radicale                                                                                     | Partito di Unità Proletaria         |                                         |
| - Mirko Tremaglia | - Maria Luisa Galli                                                                                  | - Eliseo Milani                     |                                         |

## Elezioni politiche 1983
| Liste                                         | Voti      | %     | Seggi |
| --------------------------------------------- | --------- | ----- | ----- |
| Democrazia Cristiana                          | 572.789   | 45,28 | 10    |
| Partito Comunista Italiano                    | 285.348   | 22,56 | 5     |
| Partito Socialista Italiano                   | 132.098   | 10,44 | 2     |
| Partito Repubblicano Italiano                 | 64.346    | 5,09  | 1     |
| Movimento Sociale Italiano - Destra Nazionale | 59.208    | 4,68  | 1     |
| Partito Socialista Democratico Italiano       | 44.403    | 3,51  | 1     |
| Partito Liberale Italiano                     | 40.301    | 3,19  | 1     |
| Partito Radicale                              | 28.637    | 2,26  | 1     |
| Democrazia Proletaria                         | 27.247    | 2,15  | 1     |
| Partito Cristiano di Azione Sociale           | 6.354     | 0,50  | -     |
| Partito Operaio Europeo                       | 2.682     | 0,21  | -     |
| Lista per Trieste                             | 1.559     | 0,12  | -     |
| Totale                                        | 1.264.972 |       | 23    |

| Democrazia Cristiana | Partito Comunista Italiano                                                                             | Partito Socialista Italiano         | Partito Repubblicano Italiano | Movimento Sociale Italiano - Destra Nazionale |
| --- | --- | ----------------------------------- | ----------------------------- | --------------------------------------------- |
| - Filippo Maria Pandolfi - Mino Martinazzoli - Severino Citaristi - Vittoria Quarenghi - Renato Ravasio - Giacomo Rosini - Tarcisio Gitti - Francesco Lussignoli - Gilberto Bonalumi - Andrea Bonetti | - Gianfrancesco Borghini - Ettore Masina - Giuseppe Crippa - Francesco Loda - Piera Bonetti Mattinzoli | - Vincenzo Balzamo - Guido Alberini | - Antonio Del Pennino         | - Mirko Tremaglia                             |
| Partito Socialista Democratico Italiano | Partito Liberale Italiano                                                                              | Partito Radicale                    | Democrazia Proletaria         |                                               |
| - Bruno Corti | - Giuseppe Facchetti                                                                                   | - Gianluigi Melega                  | - Edoardo Ronchi              |                                               |

## Elezioni politiche 1987
| Liste                                         | Voti      | %     | Seggi |
| --------------------------------------------- | --------- | ----- | ----- |
| Democrazia Cristiana                          | 605.403   | 44,09 | 10    |
| Partito Comunista Italiano                    | 252.532   | 18,39 | 4     |
| Partito Socialista Italiano                   | 200.350   | 14,59 | 3     |
| Movimento Sociale Italiano - Destra Nazionale | 57.951    | 4,22  | 1     |
| Lega Lombarda                                 | 51.962    | 3,78  | -     |
| Partito Repubblicano Italiano                 | 38.692    | 2,82  | 1     |
| Lista Verde                                   | 38.084    | 2,77  | 1     |
| Partito Radicale                              | 31.229    | 2,27  | -     |
| Democrazia Proletaria                         | 26.959    | 1,96  | 1     |
| Partito Socialista Democratico Italiano       | 26.906    | 1,96  | -     |
| Partito Liberale Italiano                     | 25.169    | 1,83  | -     |
| Liga Veneta - Pensionati Uniti                | 15.431    | 1,12  | -     |
| Partito Sardo d'Azione                        | 1.316     | 0,10  | -     |
| Alleanza Popolare                             | 1.147     | 0,08  | -     |
| Totale                                        | 1.373.131 |       | 21    |

| Democrazia Cristiana | Partito Comunista Italiano                                                 | Partito Socialista Italiano                         | Movimento Sociale Italiano - Destra Nazionale |
| --- | -------------------------------------------------------------------------- | --------------------------------------------------- | --------------------------------------------- |
| - Filippo Maria Pandolfi - Mino Martinazzoli - Giancarlo Borra - Giacomo Rosini - Renato Ravasio - Andrea Bonetti - Tarcisio Gitti - Bruno Ferrari - Luciano Gelpi - Giovanni Gei | - Gianfrancesco Borghini - Aldo Rebecchi - Ettore Masina - Giuseppe Crippa | - Vincenzo Balzamo - Sergio Moroni - Guido Alberini | - Mirko Tremaglia                             |
| Partito Repubblicano Italiano | Lista Verde                                                                | Democrazia Proletaria                               |                                               |
| - Guglielmo Castagnetti | - Giancarlo Salvoldi                                                       | - Edoardo Ronchi                                    |                                               |

## Elezioni politiche 1992
| Liste                                         | Voti      | %     | Seggi |
| --------------------------------------------- | --------- | ----- | ----- |
| Democrazia Cristiana                          | 463.839   | 32,09 | 7     |
| Lega Nord                                     | 364.635   | 25,22 | 6     |
| Partito Socialista Italiano                   | 138.340   | 9,57  | 2     |
| Partito Democratico della Sinistra            | 124.267   | 8,60  | 2     |
| Partito della Rifondazione Comunista          | 47.796    | 3,31  | 1     |
| Movimento Sociale Italiano - Destra Nazionale | 42.677    | 2,95  | 1     |
| Partito Repubblicano Italiano                 | 40.967    | 2,83  | 1     |
| Lega Alpina Lumbarda                          | 35.318    | 2,44  | -     |
| Federazione dei Verdi                         | 34.678    | 2,40  | 1     |
| Lega Lombardia Europea                        | 33.589    | 2,32  | -     |
| Partito Liberale Italiano                     | 28.999    | 2,01  | -     |
| La Rete                                       | 19.359    | 1,34  | -     |
| Partito Pensionati                            | 16.666    | 1,15  | -     |
| Lista Marco Pannella                          | 14.138    | 0,98  | -     |
| La Lega Casalinghe Pensionati                 | 13.726    | 0,95  | -     |
| Partito Socialista Democratico Italiano       | 12.211    | 0,84  | -     |
| Sì Referendum                                 | 7.075     | 0,49  | -     |
| Caccia Pesca Ambiente                         | 5.988     | 0,41  | -     |
| Federalismo                                   | 1.367     | 0,09  | -     |
| Totale                                        | 1.445.635 |       | 21    |

| Democrazia Cristiana | Lega Nord                                                                                                | Partito Socialista Italiano        | Partito Democratico della Sinistra |
| --- | --- | ---------------------------------- | ---------------------------------- |
| - Giovanni Prandini - Maria Moioli - Giancarlo Borra - Luciano Gelpi - Giacomo Rosini - Francesco Ferrari - Tarcisio Gitti | - Antonio Magri - Vito Gnutti - Roberto Calderoli - Giulio Arrighini - Giovanni Ongaro - Silvestro Terzi | - Vincenzo Balzamo - Sergio Moroni | - Aldo Rebecchi - Chicco Testa     |
| Partito della Rifondazione Comunista                                                                                       | Movimento Sociale Italiano - Destra Nazionale                                                            | Partito Repubblicano Italiano      | Federazione dei Verdi              |
| - Giovanni Russo Spena | - Mirko Tremaglia                                                                                        | - Guglielmo Castagnetti            | - Federico Crippa                  |